# Редриковы Горы
Редриковы Горы — деревня в Сергиево-Посадском районе Московской области России, входит в состав сельского поселения Березняковское.

## Население
| 1859 | 1886 | 1895 | 1905 | 1926 | 2002 | 2006 | 2010 |
| ---- | ---- | ---- | ---- | ---- | ---- | ---- | ---- |
| 209  | ↘201 | ↗228 | ↗280 | ↘203 | ↘8   | ↗11  | ↘8   |

## География
Деревня Редриковы Горы расположена на севере Московской области, в восточной части Сергиево-Посадского района, у границы с Александровским районом Владимирской области, примерно в 75 км к северу от Московской кольцевой автодороги и 23 км к северо-востоку от станции Сергиев Посад Ярославского направления Московской железной дороги, по левому берегу впадающей в Дубну реки Верходубенки.
В 2 км севернее деревни проходит Ярославское шоссе М8, в 0,5 км к северо-востоку — автодорога Р75 Александров — Владимир, в 15 км юго-западнее — Московское большое кольцо А108. Ближайший сельские населённые пункты — деревни Дубна, Пречистино и Старая.
К деревне приписано восемь садоводческих товариществ (СНТ).

## История
В «Списке населённых мест» 1862 года — казённая деревня 2-го стана Александровского уезда Владимирской губернии на Никольском просёлочном тракте от Никольского перевоза (через реку Дубну) в город Александров, в 20 верстах от уездного города и 30 верстах от становой квартиры, при реке Дубне, с 31 двором и 209 жителями (102 мужчины, 107 женщин).
В 1886 году — центр Редриковской волости с 28 дворами и 201 жителем.
По данным на 1895 год — деревня Рогачёвской волости Александровского уезда с 228 жителями (104 мужчины, 124 женщины). Основным промыслом населения являлось хлебопашество, в зимнее время женщины и подростки занимались размоткой шёлка и клеением гильз, 53 человека уезжали в качестве фабричных рабочих на отхожий промысел в Москву.
По материалам Всесоюзной переписи населения 1926 года — деревня Душищевского сельсовета Рогачёвской волости Сергиевского уезда Московской губернии в 3,7 км от Ярославского шоссе и 27,7 км от станции Сергиево Северной железной дороги; проживало 203 человека (91 мужчина, 112 женщин), насчитывалось 41 хозяйство (38 крестьянских).
С 1929 года — населённый пункт Московской области в составе:
- Душищевского сельсовета Сергиевского района (1929—1930)[15],
- Душищевского сельсовета Загорского района (1930—1954)[16],
- Бужаниновского сельсовета Загорского района (1954—1959)[17],
- Наугольновского сельсовета Загорского района (1959—1963, 1965—1991)[17][18],
- Наугольновского сельсовета Мытищинского укрупнённого сельского района (1963—1965)[17],
- Наугольновского сельсовета Сергиево-Посадского района (1991—1994)[18],
- Наугольновского сельского округа Сергиево-Посадского района (1994—2006)[19],
- сельского поселения Березняковское Сергиево-Посадского района (2006 — н. в.)[20][21].